# ملهم
ملهم (به ترکی آذربایجانی: Məlhəm) یک منطقه مسکونی در جمهوری آذربایجان است که در شهرستان شماخی واقع شده است. ملهم ۱۳۷۷ نفر جمعیت دارد و بیشتر جمعیت آن از تات‌های قفقاز هستند.